# Qatayef
Cette page contient des caractères spéciaux ou non latins. S’ils s’affichent mal (▯, ?, etc.), consultez la page d’aide Unicode.
Le katayef, plus rarement transcrit qatayef en français (en arabe : قطايف, [qā'ṭā:īf] ) ou atayef (selon la prononciation levantine), est une pâtisserie levantine à base de pâte à crêpe, farcie de crème de lait, de pistache ou de noix,.

## Étymologie
Le mot arabe قطايف est dérivé du verbe قطف, qui signifie ramasser.

## Origine et traditions
Le katayef serait d’origine fatimide et fait partie des recettes traditionnelles de la cuisine levantine et égyptienne. Il s’agit d’un dessert habituellement servi durant le mois de ramadan et pendant la Sainte Barbe chez les chrétiens Libanais.
Il est fort prisé au Liban mais également en Égypte et dans tout le Levant. En revanche, c’est la crêpe mille trous ou baghrir[réf. nécessaire], qui est la crêpe ordinaire utilisée dans le reste du monde arabe[réf. nécessaire].
Le katayef ne doit pas être confondu avec le ktayef ou « cheveux d'ange aux amandes », qui est une pâtisserie algérienne.

## Composition
Le mot katayef, quoique couramment utilisé par métonymie pour désigner la pâtisserie dans son ensemble, désigne à l'origine la pâte du gâteau.
Cette pâte peut être fourrée avec une crème appelée el-achta (crème de lait parfumée à l'eau de fleur de rose ou à l'eau de fleur d'oranger), avec des noix, avec de la pistache ou d'autres garnitures (noix, noisettes, amandes, raisins secs...) ou encore avec du fromage akkawi,.
La taille ou la forme des katayefs peut varier (cornet, chausson…).

## Préparation
La préparation débute généralement par la crème, afin de la laisser refroidir durant la préparation de la pâte à crêpe. Cette pâte est généralement composée de farine, de levure et d'eau, avec parfois un peu de sucre. Elle est cuite sous forme de mini-crêpes sur un seul côté dans une poêle, avant d’être repliées pour former un cornet. Elles sont ensuite fourrées avec la crème (ou les noix). On y ajoute parfois de l'extrait de vanille ou de rose (ma-zahr ماء الزهر) et de la cannelle. Enfin, le tout est frit à l’huile jusqu’à ce que les deux faces soient dorées ou, plus rarement, passé au four. Les crêpes sont ensuite baignées dans un sirop de sucre (ou du miel) avant d’être égouttées et saupoudrées de pistache. Elles sont servies chaudes,.
Les katayefs sont parfois simplement fourrés de crème battue (qishta قشطة), puis repliées et service avec du sirop parfumé sans cuisson supplémentaire. Cette façon de servir le plat est appelée assafiri qatayef (قطايف عصافيري).